# أسيرنو
أسيرنو، (بالإنجليزية: Acerno)، هي (بلدية) في مقاطعة ساليرنو، في منطقة كامبانيا، في جنوب غرب إيطاليا.

## السكان
في سنة 1861 بلغ عدد السكان 3٬310 نسمة، وتطور العدد ليصل في سنة 2011 لـ 2٬872 نسمة.
يظهر هذا المخطط البياني تطور النمو السكاني لـ أسيرنو